# IC 2884
IC 2884 bezeichnet im Index-Katalog mehrere scheinbar dicht beieinander liegende Sterne im Sternbild Chamäleon. Der Katalogeintrag geht auf eine Beobachtung des Astronomen DeLisle Stewart am 22. Mai 1900 zurück.